# Cynthia Johnston
Cynthia Mary Johnston (Calgary, 11 ottobre 1968) è un'ex cestista canadese.

## Carriera
Con il Canada ha disputato i Giochi olimpici di Atlanta 1996, i Campionati mondiali del 1994 e quattro edizioni dei Campionati americani (1989, 1995, 1997, 1999).